# Cantone di Olargues
Il Cantone di Olargues era una divisione amministrativa dell'arrondissement di Béziers.
A seguito della riforma approvata con decreto del 26 febbraio 2014, che ha avuto attuazione dopo le elezioni dipartimentali del 2015, è stato soppresso.

## Composizione
Comprendeva i comuni di:
- Berlou
- Cambon-et-Salvergues
- Colombières-sur-Orb
- Ferrières-Poussarou
- Mons

- Olargues
- Prémian
- Roquebrun
- Saint-Étienne-d'Albagnan
- Saint-Julien

- Saint-Martin-de-l'Arçon
- Saint-Vincent-d'Olargues
- Vieussan

## Monumenti e luoghi d'interesse
- il sito naturale delle Gole d'Héric e di Colombières
- il Caroux, montagna di luce
- il lago del Saut di Vézoles
- il villaggio di Olargues, classificato tra i più bei villaggi di Francia (Torre campanaria, ponte del diavolo, centro multimediale, museo)
- il villaggio di Roquebrun, detto "La piccola Nizza dell'Hérault" (giardino mediterraneo)
- il santuario di Notre Dame de Trédos
- il calvaire di St Vincent d'Olargues
- il villaggio di Vieussan
- il Priorato di Saint-Julien